# 奥尔杜尼亚
奥尔杜尼亚（西班牙語：Orduña）是西班牙巴斯克自治区比斯开省的一个市镇。总面积34平方公里，总人口3982人（2001年），人口密度117人/平方公里。